# Кинус, Юрий Григорьевич
Юрий Григорьевич Кинус (род. 27 сентября 1949, Батайск, Ростовская область) — музыковед, аранжировщик, педагог, кандидат искусствоведения (2006), доцент (2010), профессор Ростовской консерватории, художественный руководитель и главный дирижёр джаз-оркестра Кима Назаретова. Заслуженный деятель Всероссийского Музыкального Общества (2005). Распоряжением Правительства Ростовской области от 23 марта 2020 года № 149 присвоено звание «Лучший работник культуры Ростовской области».

## Биография
Юрий Григорьевич родился 27 сентября 1949 года в городе Батайске Ростовской области. Отец — Григорий Аронович из Ростова, работал инженером, хорошо пел, знал и любил музыку, именно он и привил сыну любовь к музыке. Мама Юрия Кинуса — Валентина Петровна, экономист из города Свияжска. Юрий Кинус освоил аккордеон в музыкальной студии Дворца пионеров. Джаз он любил с детства, дома у отца, Григория Ароновича, была большая коллекция джазовых пластинок. Юрий Кинус окончил школу в 1964 году. Юрий Григорьевич в 1968 году окончил Ростовский радиотехнический техникум, в котором он организовал самодеятельный ансамбль. Под руководством Б. А. Булгакова во время учёбы в Ростовском радиотехническом техникуме Юрий Кинус продолжает занятия на аккордеоне.
В 1974 году Юрий Кинус окончил теоретико-композиторский отдел Ростовского училища искусств. В 1979 году он окончил теоретико-композиторский отдел Ростовского музыкально-педагогического института.
В 1980 году Юрий Григорьевич организовал в Ростовском училище искусств студенческий джаз-клуб. В 1983—1993 годах Юрий Кинус руководил студенческим биг-бэндом Ростовской консерватории, который получил диплом первой степени на 1-м Всероссийском смотре эстрадно-джазовых отделов.
С 1970 года Юрий Григорьевич работает с джаз-оркестром Кима Назаретова, с 1990 года Ю. Г. Кинус является постоянным ведущим джазовых концертов города Ростова-на-Дону. С 1997 года он становится художественным руководителем и главным дирижёром муниципального джаз-оркестра Кима Назаретова. С джаз-оркестром Кима Назаретова выступал на фестивалях в городах: Одесса (1995), Коринф (1996, Греция), Ставрополь (2001), Анапа (2004, 2007). Юрий Кинус представлял город Ростов-на-Дону в абонементе «В мире джаза» в Концертном зале им. Чайковского в Москве. Он провёл цикл тематических концертов, посвящённых мастерам отечественного и зарубежного джаза (Ю. C. Саульскому, М. М. Кажлаеву, Г. М. Балаеву, Дюку Эллингтону, Каунту Бэйси, Гленну Миллеру, Тэду Джонсу, Робу Макконеллу).
C 2004 года Юрий Григорьевич Кинус является участником международного проекта East West European Jazz Orchestra, выросшего из побратимских связей городов Ростова-на-Дону и Дортмунда.
C 2001 года преподавал в детской джазовой школе им. Кима Назаретова. Под руководством профессора А. М. Цукера Юрий Григорьевич в 2006 году защитил кандидатскую диссертацию на тему «Импровизация и композиция в джазе».
Работает профессором (2011) в Ростовской консерватории, преподаёт дисциплины: история эстрадной и джазовой музыки, история исполнительского искусства, история популярной музыки и джаза, история современной популярной музыки, инструментоведение.
Юрий Григорьевич Кинус разработал несколько методических программ по джазовому образованию, является автором ряд научных статей, опубликовал учебные пособия и книги.

## Публикации
Учебные пособия:
- «Фортепиано в джазе»,
- «Вокальные группы в джазе и современной популярной музыке»,
- «Импровизация в джазе»,
- «Аранжировка как фактор композиции в джазе».

Книги:
- «Импровизация и композиция в джазе» (2008),
- «Из истории джазового исполнительства» (2009),
- «Джаз» (2010),
- «Джаз. Истоки и развитие» (2011).